# Église Sainte-Colombe de Cologne
Pour les articles homonymes, voir Église Sainte-Colombe.
L'église Sainte-Colombe (Sankt Kolumba en allemand) est un vestige de l'une des nombreuses églises romanes de Cologne. Sa construction remonte à l'année 980.
Depuis 2007, Sankt Kolumba est intégrée au musée diocésain de l'archevêché de Cologne.

## Situation et légende
Sankt Kolumba est située à l'intersection des rues Kolumbastr. et Minoritenstr., dans le centre-ville de Cologne. L'église romane a été construite à l'intérieur de l'enceinte romaine, à proximité du forum, situé au croisement du cardo (Hohestr.) et du decumanus (Schildergasse). L'enceinte romaine, construite en 70 ap. J.-C., était longue d'environ 4,5 km et comportait 21 tours et 9 portes.
La chapelle actuelle est intégrée au musée diocésain mais possède une entrée séparée.
La légende rapporte que sainte Colombe de Sens, jeune martyre chrétienne aurait été sauvée du viol par une ourse en l'an 274.

## Construction et paroisse

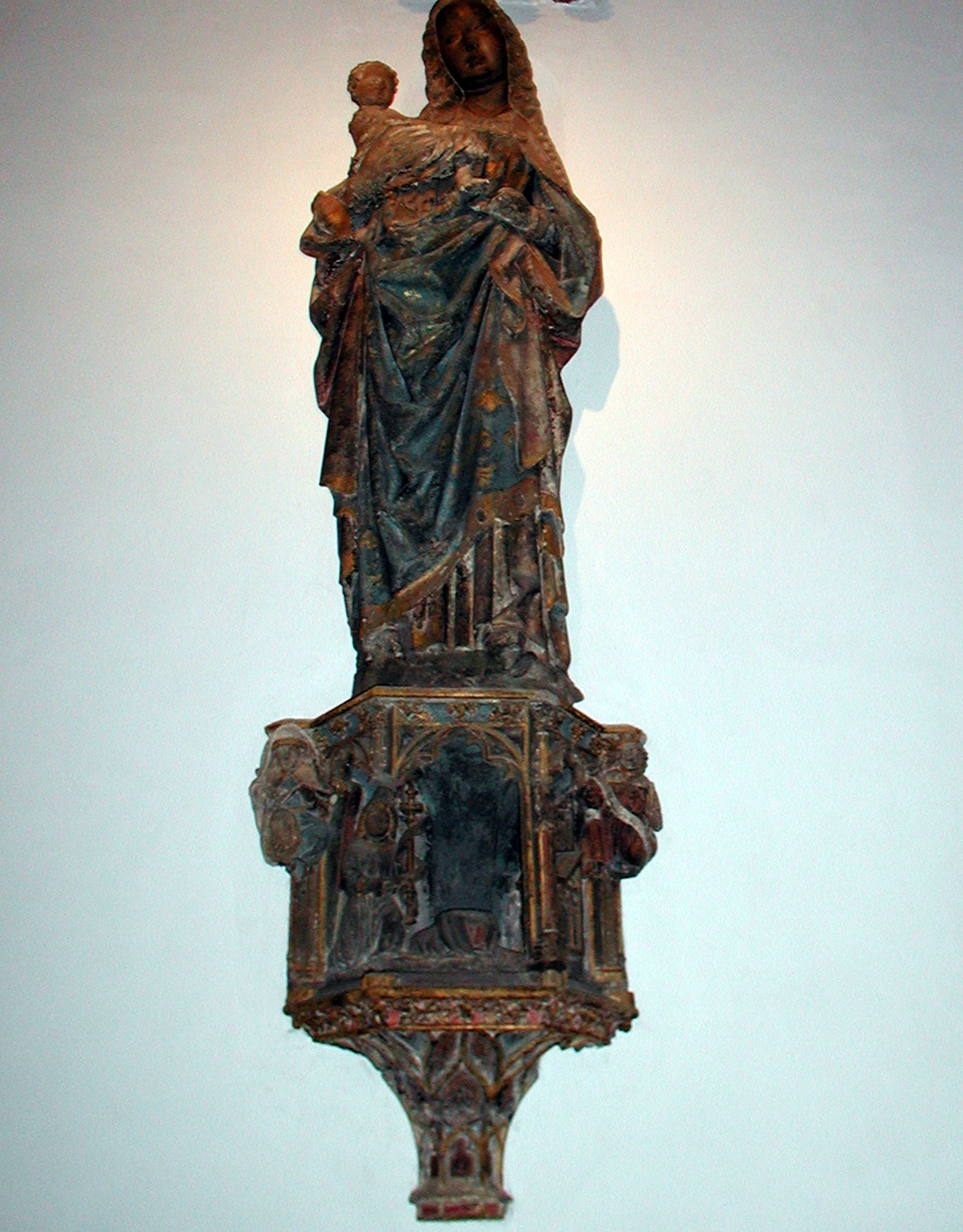
La Vierge Marie datée de 1460-80

L'église Sankt Kolumba est attesté dès 980. C'était une église à nef unique, administrativement rattachée à la cathédrale carolingienne romane située à proximité. Ultérieurement, elle est devenue église paroissiale. Un baptistère pré-roman daté du XIe siècle a été exhumé en 1837. Les églises paroissiales ne sont mentionnées à Cologne qu'après la mort de l'archevêque de Cologne Anno II, en 1075.
L'église d'origine a été modifiée à plusieurs reprises. Deux bas-côtés ont été ajoutés au XIIe siècle, puis à nouveau deux autres au XVe siècle, transformant l'église en basilique. Au XVIIe siècle, le chœur a été vouté et des ajouts de style baroque ont été réalisés.
L'extension de l'ancienne paroisse Sankt Kolumba était l'une des plus grandes de Cologne, comprenant les quartiers Kolumba, Herzog, Brücken, Breite, Hohestr. et Glockengasse.
Sankt Kolumba était l'une des paroisses les plus anciennes de la vieille ville de Cologne et l'une des plus prestigieuses.
Elle était également l'église de l'université de Cologne qui fut créée en 1388.
Quarante maires de la ville ont été inhumés dans l'église.

## Reconstruction
Avant la Seconde Guerre mondiale, il ne subsistait de l'époque romane que la nef centrale et la tour.
L'église a été presque totalement détruite en 1943. Néanmoins, une statue de la Vierge Marie est restée intacte au milieu des ruines, inspirant aux habitants la reconstruction d'une chapelle nommée Madonna in den Trummern (« Vierge Marie des ruines »).
L'architecte Gottfried Böhm, chargé du projet en 1947, a conçu une chapelle sur un seul niveau, de plan octogonal et à toiture en forme de tente.
En 1956, une chapelle du Saint-Sacrement, de plan rectangulaire, a été construite de façon adjacente à la chapelle octogonale.
La chapelle est placées sous la protection du Förderverein Romanische Kirchen Köln (« Association d'aide aux églises romanes de Cologne »), protège les douze basiliques romanes de Cologne, ainsi douze autres églises romanes situées à l'extérieur de l'enceinte médiévale de la ville.

## Intégration au sein d'un musée

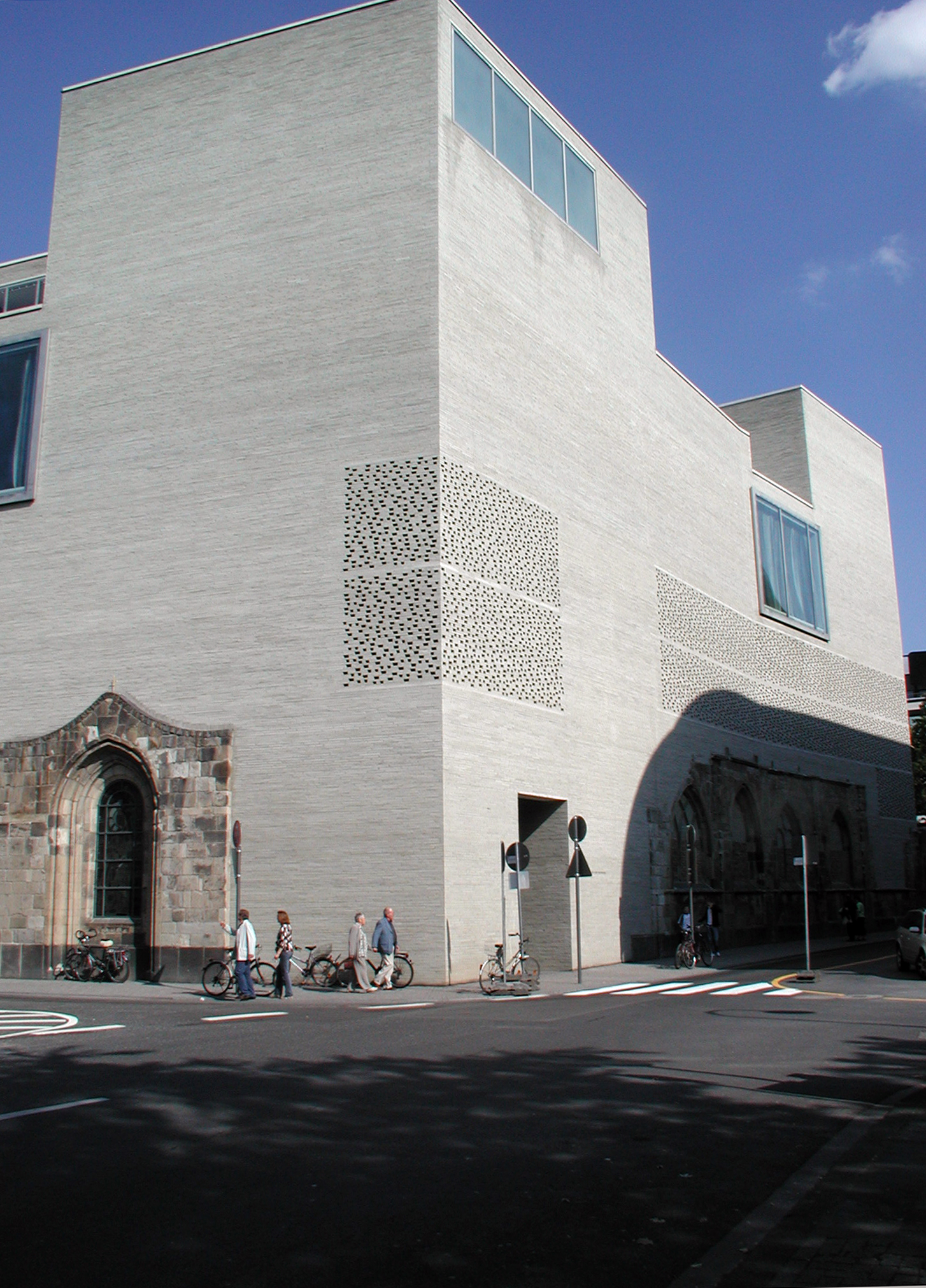
Le musée diocésain intégrant Sankt Kolumba.

Les ruines de l'ancienne église Sankt Kolumba et la chapelle Madonna in den Trummern ont été transformées en mémorial, au sein du Musée diocésain conçu par l'architecte suisse Peter Zumthor et ouvert en 2007 après quatre ans de travaux.

## Sources
- (de) Cet article est partiellement ou en totalité issu de l’article de Wikipédia en allemand intitulé « St. Kolumba (Köln) » (voir la liste des auteurs).
- Adam Wrede, Neuer Kölnischer Sprachschatz. 3 Bände A – Z, Greven Verlag, Köln, 9. Auflage 1984,  (ISBN 3-7743-0155-7)
- Die Chronik Kölns, Chronik Verlag, Dortmund 1991,  (ISBN 3-611-00193-7)
- W. Geis, Denkmalpflege im Rheinland, 1992 - ISSN 0177-2619
- Manfred Becker-Huberti, Günter A. Menne, Die Kölner Kirchen, J. P. Bachem Verlag, Kölm 2004 –  (ISBN 3-7616-1731-3)
- Hiltrud Kier,  Historisches Köln  Kunstdührer, Stuttgart 1980